# The Hypnotist's Revenge
Ne doit pas être confondu avec Hypnotist's Revenge (1909) de Georges Méliès
Pour plus de détails, voir Fiche technique et Distribution.
The Hypnotist's Revenge est un film muet américain réalisé par Joseph A. Golden, sorti en 1907.

## Fiche technique
- Titre : The Hypnotist's Revenge
- Réalisation : Joseph A. Golden
- Scénario :
- Photographie :  G. W. Bitzer
- Montage :
- Société de production : American Mutoscope and Biograph Company
- Société de distribution :  American Mutoscope and Biograph Company
- Pays d'origine :   États-Unis
- Langue :  Anglais américain
- Tournage :
- Métrage : 314 mètres
- Format : Noir et blanc — 35 mm — 1,33:1 — Muet
- Genre : Film dramatique
- Durée : 10 minutes 30
- Dates de sortie : 
  -  États-Unis :  États-Unis : 20 juillet 1907